# Groß-Ganshof

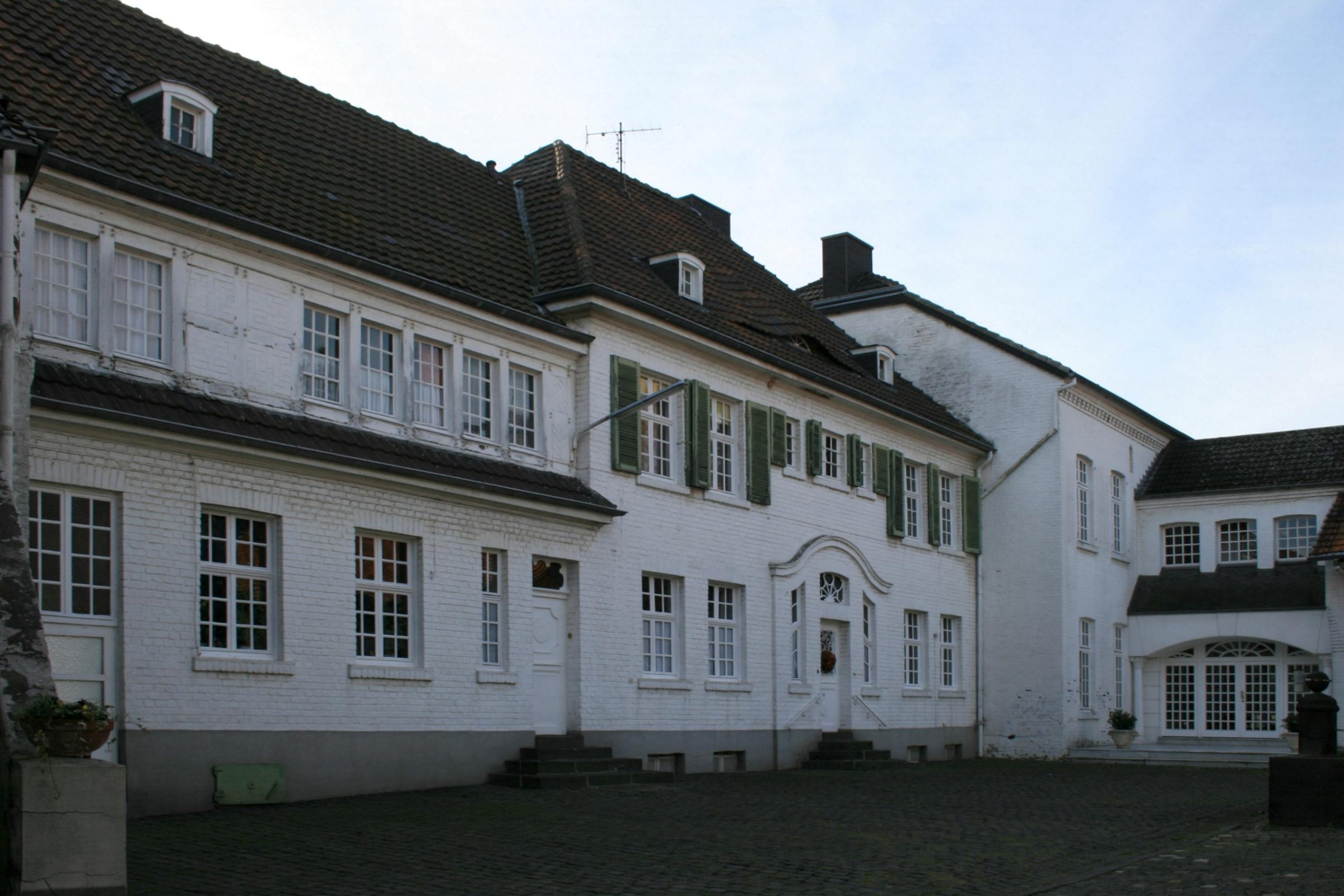
Teilansicht des Innenhofes

Der Groß-Ganshof ist ein denkmalgeschützter Gutshof in Binsfeld, einem Ortsteil der Gemeinde Nörvenich im Kreis Düren, Nordrhein-Westfalen.
Der Hof wurde im Jahre 1764 erbaut. Er besteht aus einer repräsentativen vierflügeligen Hofanlage. Die Wohnhäuser sind an der Südseite gelegen. Das mittlere Wohnhaus stammt aus dem 19. Jahrhundert. Es handelt sich um einen fünfachsigen Putzbau mit Putzgliederung und hohem Walmdach. Rechts schließen sich ausgebaute ehemalige Wirtschaftsgebäude an, links anschließend ein weiteres Wohnhaus aus der 2. Hälfte des 19. Jahrhunderts. Eingang im Mittelrisalit, klassizistische Putzgliederungen, gusseiserner Balkon auf der Gartenseite, Traufgesims, Krüppelwalmdach. Das Wirtschaftsgebäude besteht aus Backsteinen und wurde überwiegend im 20. Jahrhundert erneuert. In der Tordurchfahrt befindet sich ein Wappenstein mit inschriftlicher Datierung 1764. Die Hoffassaden sind in Backstein mit Backsteingliederungen ausgeführt, gekälkt. Zu- und Ausbauten erfolgten im 20. Jahrhundert. Zum Denkmal gehört die umlaufende backsteinerne Gartenmauer.
Der Groß-Ganshof wurde am 7. März 1985 unter Nr. 3 in die Denkmalliste der Gemeinde Nörvenich eingetragen.